# HD 123151
HD 123151，又名CP-62 3941，SAO 252616、HR 5289，是一颗恒星，视星等为6.4，位于銀經311.46，銀緯-1.62，其B1900.0坐标为赤經14h 0m 51.1s，赤緯-62° -1.62′ 56″。